# Šestidobý spalovací motor
Šestidobý spalovací motor je pístový motor, jenž vykoná pracovní (energetický) cyklus během tří otáček tzn.1080°. Během tří otáček urazí píst motoru šest zdvihů neboli šest drah mezi horní úvratí a dolní úvratí.

## Historie
S konstrukcí šestidobého motoru byli čtenáři motoristických časopisů nebo nověji uživatelé internetu seznámeni, když byla tato konstrukce známá odborníkům v této oblasti. Do této konstrukce vkládali novináři a tvůrci webových stránek velké naděje. Často však chyběla informace, že různé konstrukce šestidobého motoru se objevovaly po desetiletí. Koncepce motoru sahá až do roku 1883, kdy Samuel Griffin vyvinul šestidobý motor Griffin.

## Typy konstrukcí
Jednotlivé konstrukce šestidobých motorů se liší. To je dáno mimo jiné i odlišnými cíli konstruktérů:
- obejití patentu Nicolause Augusta Otto
- dokonalé vypláchnutí válců
- snížení emisí
- zvýšení účinnosti

V průběhu celého cyklu šestidobého pístového motoru se kliková hřídel otočí třikrát, zatímco ventil se otevře jednou. Proto se musí vačková hřídel točit třikrát pomaleji než hřídel kliková. Mezi klikovou a vačkovou hřídelí je tedy převod 3 :1, na rozdíl od čtyřdobých motorů, kde je převod 2 : 1. Existují však šestidobé motory, kde se některý z ventilů otevře za cyklus dvakrát. Řešením je vačka s dvěma výstupky.

## Jednotlivá řešení

#### Vypláchnutí válců
U čtyřtaktních motorů neodcházely při čtvrtém taktu (výfuku) z motoru všechny spaliny. Píst se zastavil v horní úvrati a prostor nad horní úvrati zůstal plný spalin. Při pohybu pístu k dolní úvrati byla nasávána čerstvá směs, ale ta byla kontaminována zbytky spalin. U motorů s nízkým kompresním poměrem byl poměr spalin citelný. Například u motorů s kompresním poměrem 1 : 5 byl poměr spalin až jedna šestina. Proto vznikla myšlenka přidání pátého taktu (výplachu) při kterém by motor nasával čistý vzduch a šestého taktu, při kterém by zbytek spalin naředěný vzduchem opustil spalovací prostor.

#### Arthur Rollason
Arthur Rollason vyřešil nasávání čerstvého vzduchu dalším kanálem opatřeným ventilem. Jeho motor měl tedy tři ventily, které vykonávaly různé funkce. Sací ventil otevíral kanál pro benzínovou směs; proplachovací ventil otevíral kanál pro přicházející čistý vzduch a odcházející znečištěný vzduch po propláchnutí motoru. třetí ventil byl výfukový a  otevíral kanál pro vypuštění spalin z motoru. Své řešení si Arthur Rollason ochránil patentem č. AT34435B.

#### Velozeta
V roce 2005 použili studenti technické vysoké školy v indickém Trivandrum čtyřtaktní motor Honda k přestavbě na šestidobý motor. Sací kanál nechali beze změny. Při prvním taktu proudila sacím kanálem směs vzduchu a benzínu do spalovacího prostoru.
Výfukový kanál upravili za výfukovým ventilem. Kanál rozštěpili na dvě větve, ale druhá větev sloužila jen k proudění čistého vzduchu do spalovacího prostoru při pátém taktu. Při šestém taktu byl vzduch znečištěný zbytky spalin vytlačen výfukovou větví.
Zásadním prvkem byly jazýčkové ventily, které byly osazeny v obou větvích. Ventily byly jednosměrné, a tak zabránily míchání spalin a čerstvého vzduchu.

#### Ernst Terres
Ernst Terres byl profesorem na Technische Hochschule v Berlíně (Charlottenburgu). Na šestidobém motoru pracoval téměř dvacet let. Jeho motor byl patentován a veřejnost s ním byla seznámena v motoristických časopisech. Své řešení si Ernst Terres ochránil patentem č. DE571822C

#### Leonard H. Dyer
Leonard H. Dyer zkonstruoval motor, do jehož spalovacího prostoru byla vstříknuta (v horní úvrati na konci čtvrtého taktu) voda. Vlivem vysoké teploty spalovacího prostoru se vyvinula pára, která vykonala pracovní zdvih. Při šestém taktu se otevřel výfukový ventil a pára byla vytlačena. Výstřik vody do spalovacího prostoru byl řízen vačkou. Řešení bylo patentováno patentem č. US1339176A (Internal-combustion engine). 

#### Dokonalé spalování
U tohoto motoru se ve čtvrtém taktu neotevřou výfukové ventily a spaliny se zbytkem nespálených látek jsou opět stlačeny. Znovu jsou zapáleny, a tak shoří všechny uhlíkaté i dusíkaté látky ve spalinách. V šestém taktu jsou spaliny vytlačeny z válce.

#### Ryan Williams a Scott Fiveland (Caterpillar)
Princip popsaný v předcházejícím odstavci zdokonalený rozdělením dávky paliva na předběžnou a hlavní v obou kompresních taktech (2. takt, 4. takt)

#### Firma Porsche
Řešení šestidobého motoru Porsche nespočívá jen v přidání dvou zdvihů, ale i v proměnné délce zdvihů. To je umožněno netradičním pohybem klikové hřídele. Kliková hřídel se otáčí v ložiskách, ale ta nejsou uložena v bloku motoru, ale v ozubeném kole, které se odvaluje uvnitř většího kola s vnitřním ozubením. Proměnná délka zdvihu má za následek různé polohy horní a spodní úvratě. Mezi třetí a čtvrtou dobou (taktem) se píst dostane do snížené spodní úvratě pod úroveň kanálů ve stěně válců. V tu chvíli je do válce přisáta čerstvá směs. Následně píst stlačuje směs a díky excentricitě má motor má při druhé kompresi vyšší kompresní poměr.

## Další konstrukce
Kromě popsaných konstrukcí byly patentovány:
- Šestidobý cyklus pro spalovací motor Rogera Bajulaze[19]
- Šestidobý motor Soerena Erikssona (Volvo)[20]
- Šestidobý motor Wu Laibina[21]